# Oghenetejiri Adejenughure
Oghenetejiri Kenneth Adejenughure (Austria, 4 de febrero de 2007) es un futbolista austríaco que juega de delantero en el F. C. Liefering de la 2. Liga.

## Trayectoria
Es canterano del First Vienna F. C. y del SK Rapid Vienna, antes de pasar a la cantera del Red Bull Salzburgo en febrero de 2021. Fue ascendido a la plantilla del F. C. Liefering para la temporada 2024-24. Debutó como profesional 2. Liga en agosto de 2024 contra el First Vienna F. C. El 15 de octubre de 2024 fue nombrado por el periódico inglés The Guardian como uno de los mejores jugadores nacidos en 2007 en todo el mundo.

## Selección nacional
Nacido en Austria, es de ascendencia nigeriana. Jugó por primera vez con una selección juvenil austriaca en noviembre de 2021. En 2024 participó en el Campeonato Europeo Sub-17 de la UEFA 2024, marcando 4 goles en 4 partidos.

## Estadísticas

### Clubes
Actualizado al último partido disputado el 2 de noviembre de 2024.
| Club                      | Div.          | Temporada     | Liga  | Liga  | Liga   | Copas nacionales | Copas nacionales | Copas nacionales | Copas internacionales | Copas internacionales | Copas internacionales | Total | Total | Total  |
| Club                      | Div.          | Temporada     | Part. | Goles | Asist. | Part.            | Goles            | Asist.           | Part.                 | Goles                 | Asist.                | Part. | Goles | Asist. |
| ------------------------- | ------------- | ------------- | ----- | ----- | ------ | ---------------- | ---------------- | ---------------- | --------------------- | --------------------- | --------------------- | ----- | ----- | ------ |
| F. C. Liefering · Austria | 2.ª           | 2024-25       | 12    | 1     | 0      | —                | —                | —                | —                     | —                     | —                     | 12    | 1     | 0      |
| F. C. Liefering · Austria | Total club    | Total club    | 12    | 1     | 0      | 0                | 0                | 0                | 0                     | 0                     | 0                     | 12    | 1     | 0      |
| Total carrera             | Total carrera | Total carrera | 12    | 1     | 0      | 0                | 0                | 0                | 0                     | 0                     | 0                     | 12    | 1     | 0      |